# Dreadlocks

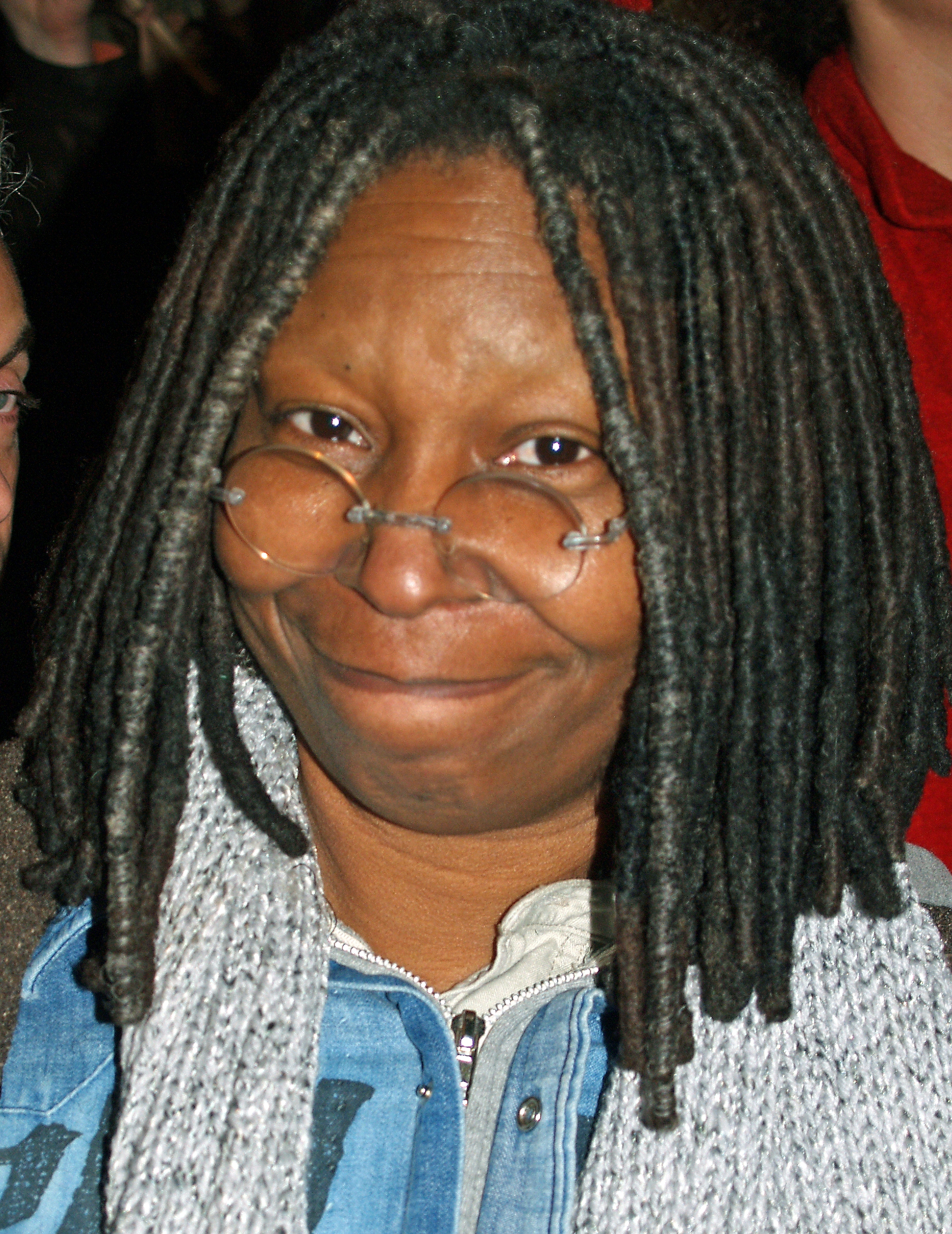
Whoopi Goldberg ist eine prominente Dreadlocks-Trägerin.

Dreadlocks, kurz Dreads (von englisch dread, „Furcht“), auch Filzlocken, sind Strähnen verfilzter Kopfhaare. Diese können sich unter Umständen selbst entwickeln, wenn das Haar für eine längere Zeitperiode nicht gekämmt, geschnitten oder rasiert wird; die Verfilzung wird jedoch meist durch Hilfsmittel künstlich herbeigeführt.
Dreadlocks können in unterschiedlichen Formen, Dicken und Längen auftreten. Es gibt auch komplett künstlich hergestellte Dreadlocks aus Wolle, die als sogenannte Silky Dreadlocks bekannt sind. Manche Dreadlock-Träger (sogenannte Dread-Heads) verzieren ihre Haare zusätzlich mit verschiedenem Schmuck wie Perlen aus Holz, Metall, Fimo oder auch anderen Materialien. In Europa und den USA werden Dreadlocks meist als modische Frisur getragen. In manchen Kulturen, beispielsweise bei den Rastafari, können sie auch religiöse oder spirituelle Hintergründe haben.

## Häufige Synonyme

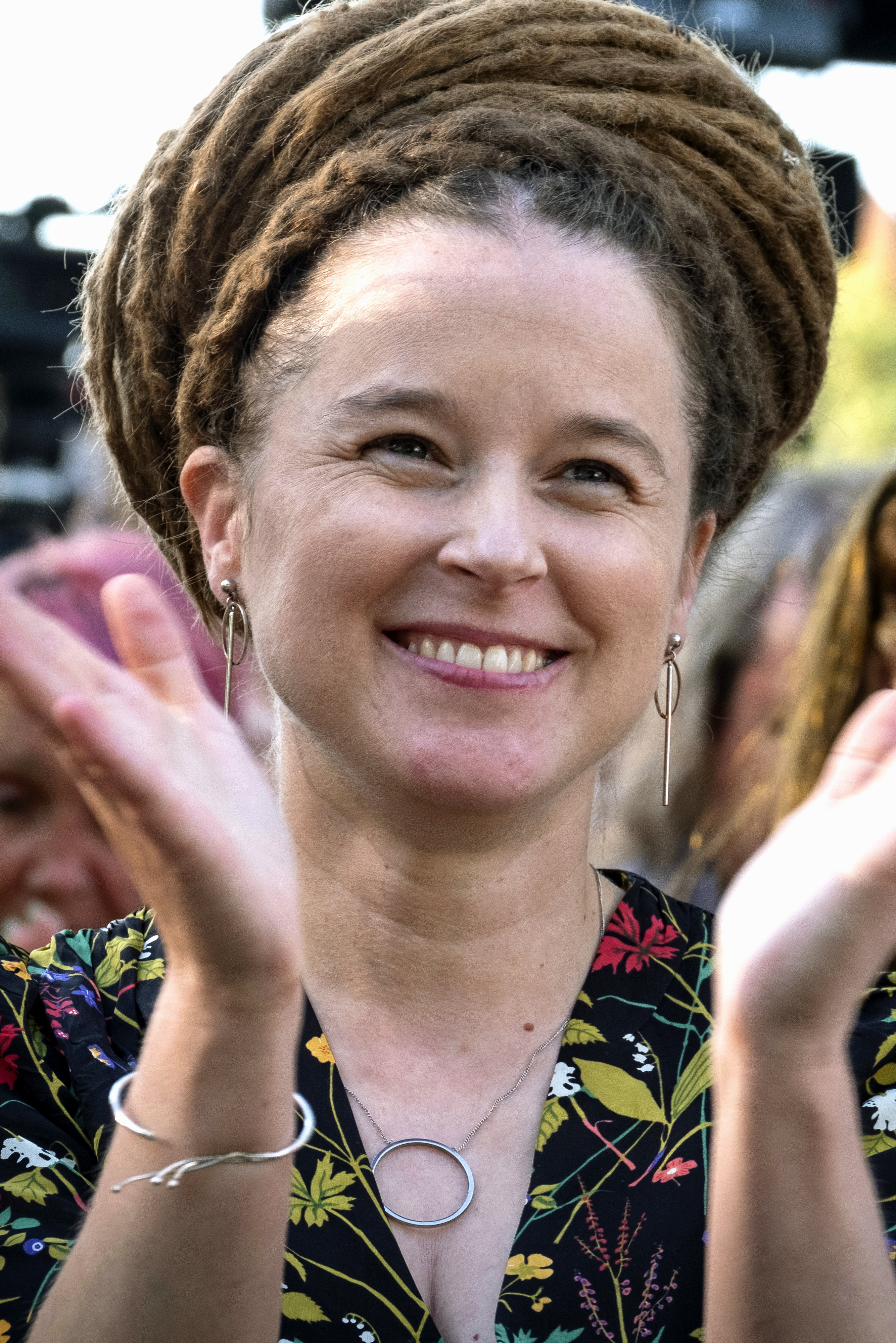
Amanda Lind, ehemalige schwedische Kulturministerin

Bezeichnungen wie Rastalocken, Rastazöpfe oder Rastas werden oft synonym für Dreadlocks verwendet. Dabei bezieht sich der Wortteil Rasta auf die Anhänger der Rastafari-Kultur. Andere Frisuren, beispielsweise geflochtene Braids und insbesondere die direkt an der Kopfhaut geflochtenen Cornrows, werden oft fälschlicherweise auch als Dreadlocks bezeichnet. Seltener verwendet wird die Bezeichnung Afrolocken, da sie leicht mit dem Afro-Look verwechselt werden kann.
In der englischen Sprache, vor allem bei den Rastafari, ist der Ausdruck Natty Dreadlocks (seltener auch Knotty Dreadlocks) gebräuchlich.

## Dreadlocks in vielen Kulturen
Frisuren aus verfilztem Haar kamen in der Geschichte der Menschheit in verschiedenen Kulturräumen immer wieder vor.

### Europa
Die ersten Darstellungen von Personen mit Dreadlocks finden sich auf Wandbildern der Minoischen Kultur. Aus der griechischen Archaik sind Kuroi mit Dreadlocks überliefert.

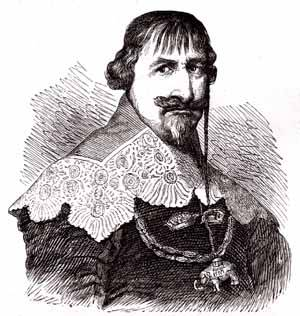
König Christian IV. von Dänemark und Norwegen mit Weichselzopf.

In Europa waren teilweise verfilzte Frisuren zeitweise populär, beispielsweise am Hof von König Christian IV. von Dänemark und Norwegen (1577–1648). Der König litt an einem Weichselzopf, einer unerwünschten Zusammenballung verfilzter Haare, die vom Mittelalter bis in die frühe Neuzeit in ganz Mitteleuropa verbreitet war. Der Weichselzopf des Königs hatte die Form eines „Schweineschwanzes“, der von der linken Seite seines Kopfes herabhing und mit einer roten Schleife verziert war. Um dem König zu schmeicheln, wurde diese Haartracht von den Menschen an seinem Hof imitiert. Auch in Kombination mit dem Mühlsteinkragen dienten verfilzte Zöpfe als modische royale Frisurenvariante. Weiterhin glaubte man auch, dass Krankheiten durch die Haare den Körper verlassen und sah die Verfilzung von Haaren als ein gutes Zeichen, daher durften diese nicht abgeschnitten werden. Zudem trugen französische Soldaten verfilzte Haare als Schutz vor Säbelangriffen auf den Nacken.

### Amerika

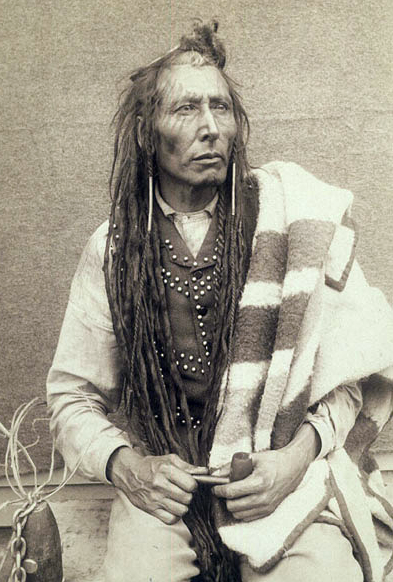
Pitikwahanapiwiyin, Häuptling der Plains Cree mit Filzlocken (1885)

In der präkolumbischen aztekischen Kultur Mittelamerikas vor der spanischen Eroberung Mexikos war eine ähnliche Frisur aus langem, ungepflegtem und sogar schimmeligem Haar das Erkennungszeichen des Priesterstandes.
So beschreibt William Hickling Prescott in seinem Buch Die Eroberung von Mexiko über aztekische Priester: „(…) ihre langen und verfilzten Locken flossen ungeordnet über ihre dunklen Roben (…)“.
Wenn sich ein junger Adeliger für die Priesterlaufbahn in den religiösen Schulen, Calmecac genannt, entschieden hatte, wurden seine Haare abrasiert und blieben von diesem Zeitpunkt an unberührt und wurden nicht mehr geschnitten. Sie wurden mit einem weißen Band zurückgebunden und zusammen mit dem ganzen Körper mit Ruß beschmiert. Die Haare verfilzten mit der Zeit und wurden lang und schimmelig.
Für die Priester waren ihre Haare ein wichtiges Statussymbol. Sollte ein Priester bestraft werden, so wurden ihm als Zeichen der öffentlichen Entweihung seine Haare abgeschnitten.

### Religion
In verschiedenen Religionen hat das Tragen von Dreadlocks einen durch den Glauben bedingten spirituellen Hintergrund. Im vierten Buch Moses heißt es, wenn sich jemand dem Herrn geweiht habe, „soll kein Schermesser über sein Haupt fahren. Bis die Zeit um ist, für die er sich dem Herrn geweiht hat, ist er heilig und soll das Haar auf seinem Haupt frei wachsen lassen.“

#### Hinduismus

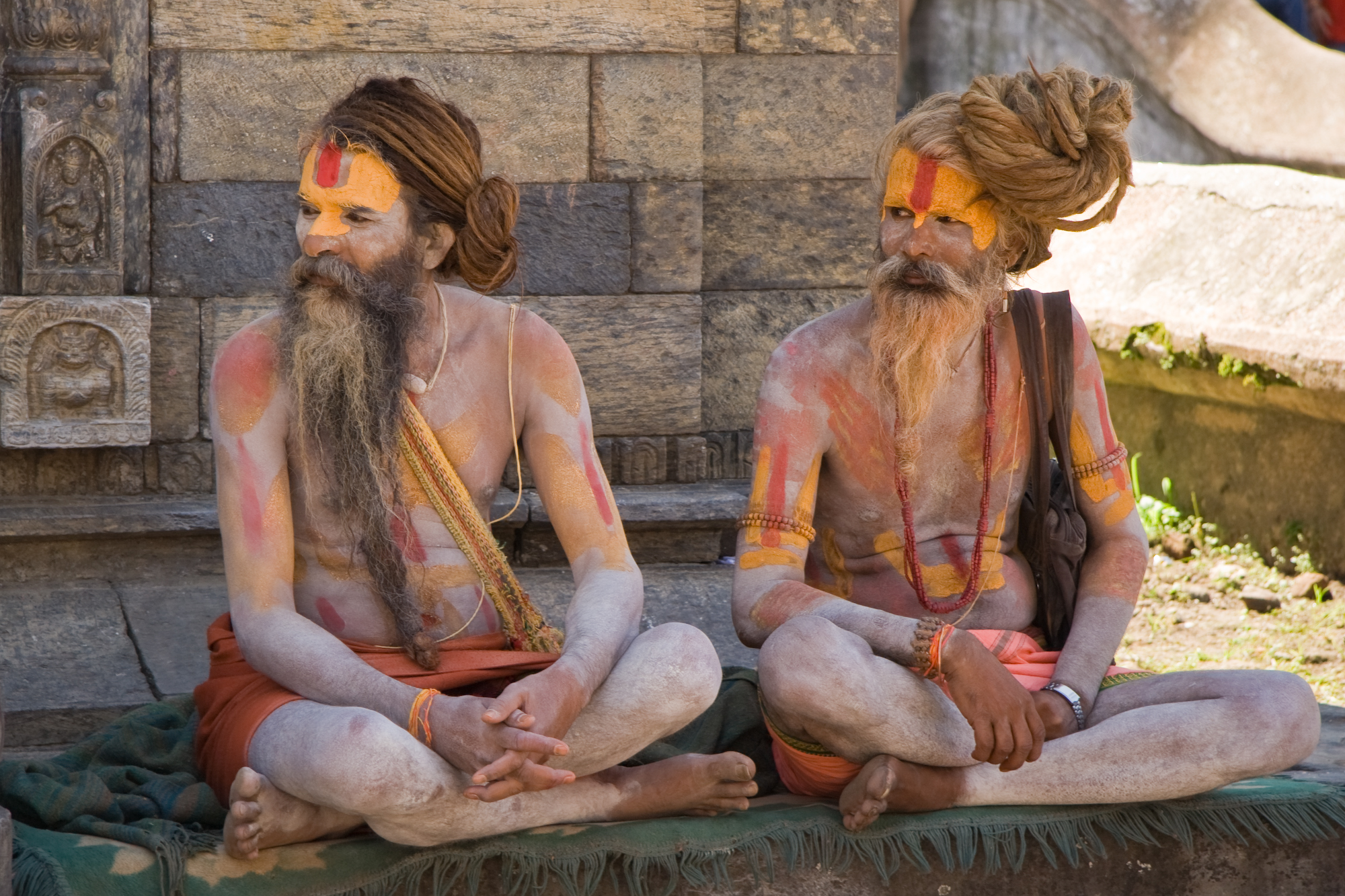
Sadhus mit Dreadlocks in Kathmandu, Nepal.

Ein weiteres Beispiel ist der Hinduismus. Die Vedaschriften, die zwischen 1200 und 500 vor Christus datiert werden, beschreiben die Gottheit Shiva und ihrer Anhänger als jaṭā (wohl verwandt mit dem dravidischen Wort caṭai = „drehen“ oder „wickeln“, also „verdrehte Haarlocken tragend“).
Eine der hinduistischen Mönchsgruppen in Indien, die sogenannten Sadhus, sehen die Dreadlocks als direkten Bund mit Shiva an, der Gottheit der Zerstörung und des Aufbaus. Am Anfang ihres Mönchsdaseins werden ihnen die Haare als Zeichen der Reinigung und Achtung vor Shiva abrasiert. Zum Zeichen der lebenslangen Treue werden die Haare nach der Rasur in diesem Abschnitt des Lebens nicht mehr geschnitten und sind meistens verfilzt oder werden als Dreadlocks getragen. Oft werden die verfilzten Haare hochgesteckt oder unter einem Turban/Tuch getragen. Über Kontakt mit den indischen Babas kamen Anfang der 70er Dreadlocks in die in Indien ansässige Hippieszene, mit der Dreadlocks – neben den Rastafari – bis heute besonders stark assoziiert werden. Eine Legende der Hindus zeigt die wichtige Rolle, die Shivas Haaren zugesprochen wird: Um für die toten Söhne des Königs Sagara ein erlösendes Totenritual zu vollziehen, war es nötig, die Flussgöttin Ganga (abgeleitet von dem Fluss Ganges) vom Himmel auf die Erde herabzuholen. Einem Nachfahren Sagaras, Bhagiratha, gelang es nach vielen Jahren der Askese, die Göttin zu überreden, wieder auf die Erde zu fließen. Sie warnte jedoch davor, denn ihre herabstürzenden Wassermassen würden die Erde zerschmettern. Allein Shiva sei in der Lage, das Wasser sanft aufzufangen. Nach tausend Jahren Askese sagte Shiva seine Hilfe zu. Als die Wassermassen herabstürzten, bremste er den Aufprall mit seinen heiligen Haaren und ließ den Schwall über seine sieben langen magischen Locken in sieben Strömen auf die Erde fließen.

#### Islam

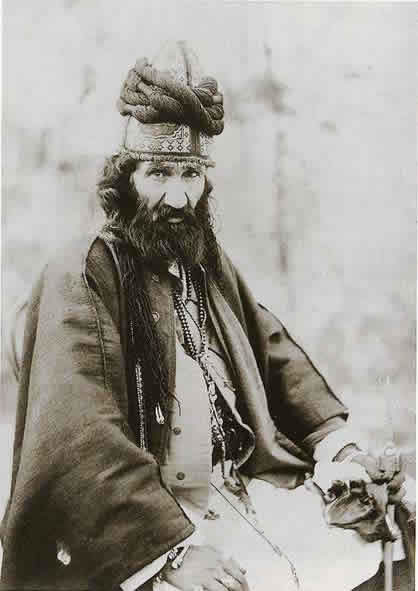
Historisches Bild eines Derwisches mit Dreadlocks.

In der islamischen Mystik, dem Sufismus, sind Dreadlocks verbreitet. So werden auch von Derwischen aller Ethnien und Hautfarben traditionell Dreadlocks getragen.
Die Malangs, Babas und Qalandar-Fakire in Indien, Pakistan, Ägypten, im Irak und Sudan tragen heute häufiger noch Dreadlocks. Früher führte dies in Indien häufiger zu Verwechslungen mit Sadhus. Teilweise wurden beide Gruppierungen als Fakire bezeichnet. Die Anfeindungen und die Stigmatisierung der Sufismus-Anhänger als angebliche Ketzer nach dem Ende des Osmanischen Reiches führte dazu, dass viele Sufismus-Anhänger in den Untergrund gehen mussten. Besonders in der Türkei und den arabischen Ländern ist daher das Tragen von Dreadlocks (und des Sufismus-Turbans) heute nur noch selten.
Im Senegal sind die Mitglieder des islamischen Sufiordens Baye Fall, der der Muridiyya-Bewegung angehört, berühmt für ihre derartigen Frisuren, die sie Ndiagne („starkes Haar“) nennen, und vielfach gefärbten Kleider. Scheich Ibrahima Fall, Gründer der Baye-Fall-Schule, beansprucht für sich, „der erste Dreadlockträger von West-Afrika“ zu sein.
In der Überlieferung streckte der Apostel Ibrahima Fall seine Hände dem Gesicht des Scheiches Amadou Bamba entgegen, der im Jahr 1887 die Sufismus-Bruderschaft („Tariqa“) Muridiyya gründete. Der spirituelle Führer schaute seinen Jünger an und spuckte ihm in die Handflächen. So gesegnet, strich Ibrahima Fall mit seinen Händen über seinen Kopf und schwor, seine Haare nie mehr aufgrund dieser Gabe zu waschen.

#### Rastafari
Die heutige Verbreitung von Dreadlocks hat ihren Ursprung jedoch in der Rastafari-Bewegung. In den 1930er Jahren bildeten die Rastafari auf der karibischen Insel Jamaika eine kleine Minderheit innerhalb der sozialen Unterschicht.
Der Name Ras-tafari leitet sich vom als wiedergekehrten Messias erkannten Äthiopier Ras Tafari Makonnen ab, der sich als Haile Selassie zum Kaiser krönen ließ. Bei seinen Anhängern gilt er als eine heilbringende Gestalt, die als „Löwe Judas“ in der Offenbarung des Johannes (Offb 5,5 ) (neues Testament) erwähnt wird.
Nach dem Ende des italienisch-äthiopischen Krieges im Jahr 1936 war Haile Selassie außer Landes geflohen. Daraufhin gelobten seine Anhänger, ihr Haar nicht mehr zu schneiden und es natürlich wachsen zu lassen, bis der Kaiser wieder auf dem Thron säße. Sie richteten sich dabei nach einem Gebot aus dem vierten Buch Mose (Num 6,5 ) (altes Testament), das vorschreibt, während eines Gelübdes das Haar frei wachsen zu lassen.
Haile Selassie kehrte im Jahre 1941 auf seinen Thron zurück. Die Dreadlocks hatten zu dem Zeitpunkt allerdings längst eine eigenständige Bedeutung.
Es gibt aber auch Hinweise darauf, dass die Rastafarians die Dreadlocks den kenianischen Unabhängigkeitskämpfern der Mau-Mau-Bewegung abgeschaut haben könnten, und/oder sie von den derzeit auf Jamaika lebenden indischen Saduhs übernommen haben könnten.
Gleichzeitig wollten sich die Rastafari auch bewusst von der „importierten“ Kultur und dem Schönheitsideal der weißen Oberschicht, also der britischen Kolonialmacht, abgrenzen und so gegen die Zerstörung ihrer Kultur protestieren. Da die verfilzten Locken der Rastafari dem Schönheitsideal der Weißen nun so gar nicht entsprachen, wurden sie von Außenstehenden als bedrohlich oder abstoßend empfunden. Schnell verbreiteten sich aus diesen Gründen allerlei negative Gerüchte auch über die Rastafari selbst, so dass die übrigen Leute begannen, sich auch vor ihnen zu fürchten und nicht nur die Frisur abstoßend zu finden. Daher „dread“ von „Furcht“ oder „dreadful“ von „schrecklich“, „furchtbar“.
Diese entwickelten sich schnell zum Symbol der Rastafari, und mit dem Erfolg der Reggae-Musik wurden auch die Dreadlocks weltweit bekannt und beliebt.
Da viele Rastafari Marihuana („Ganja“) rauchen, entstand auch im westlichen Kulturraum das Klischee des dreadlocktragenden Kiffers.

## Dreadlocks als politisches Symbol

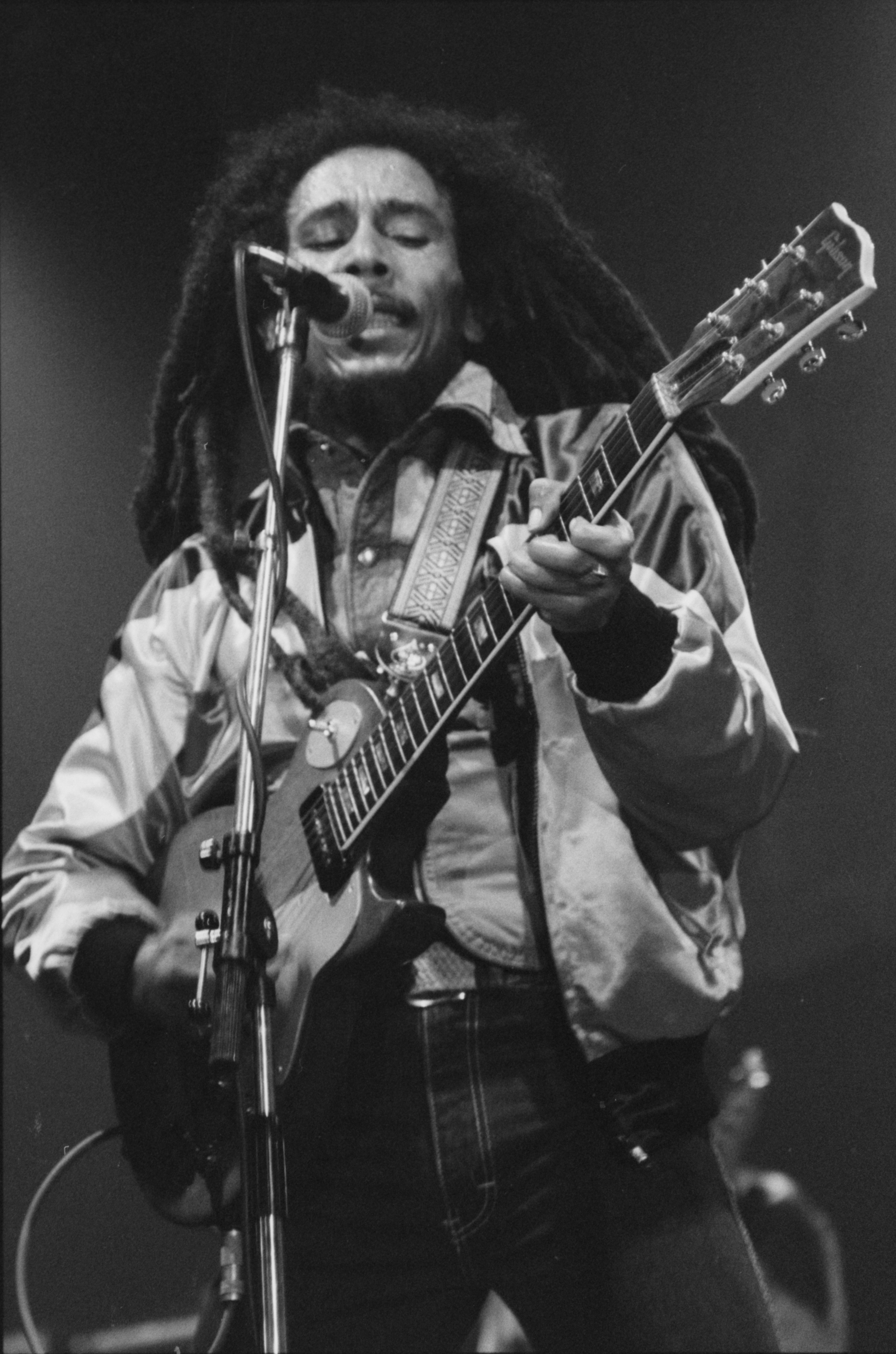
Bob Marley bei seinem Konzert in Zürich 1980.

Für manche Menschen afrikanischer Herkunft ist ihre von gewelltem und krausem Haar geprägte Frisur ein Ausdruck ethnischen Stolzes. So wurde von Afroamerikanern während der Bürgerrechts- und Black-Power-Bewegung in den 1950er und 1960er Jahren das – damals besonders bei Frauen populäre – Glätten der Haare als Anpassung an und Unterwerfung unter die europazentrierte Kultur der Weißen interpretiert und daher abgelehnt.
Auch Malcolm X trug zunächst kurze glatte Haare (den sogenannten Conk), was er später als „ersten Schritt zur Verleugnung seiner Identität als Schwarzer“ bezeichnete.
Mit der Entwicklung der schwarzen Bürgerrechtsbewegung wurden stattdessen „original afrikanische“ Frisuren beliebt, um Individualität und Freiheit zum Ausdruck zu bringen, aber auch als eine Zurückweisung von Unterdrückung und Imperialismus, als Zeichen schwarz-nationalistischer oder pan-afrikanischer politischer Überzeugungen, als Symbole für schwarze Einheit und Macht sowie um die afrikanischen Wurzeln zu betonen. Zu diesen Frisuren zählte zunächst der Afro-Look, später kamen in Zusammenhang mit der Verbreitung des Reggae auch die Dreadlocks hinzu. Inzwischen ist das Tragen von Dreadlocks jedoch vom Mainstream vereinnahmt worden und hat seine explizit politische Aussage verloren.
Die Anti-Establishment-Philosophie der Rastafari, wiederholt in vielen Reggae-Liedern der 1970er Jahre, zeigte auch in der weißen Bevölkerung Wirkung, besonders bei politisch links-gerichteten Jugendlichen, so dass auch hier Dreadlocks populär wurden.

## Dreadlocks in der Sub- und Popkultur

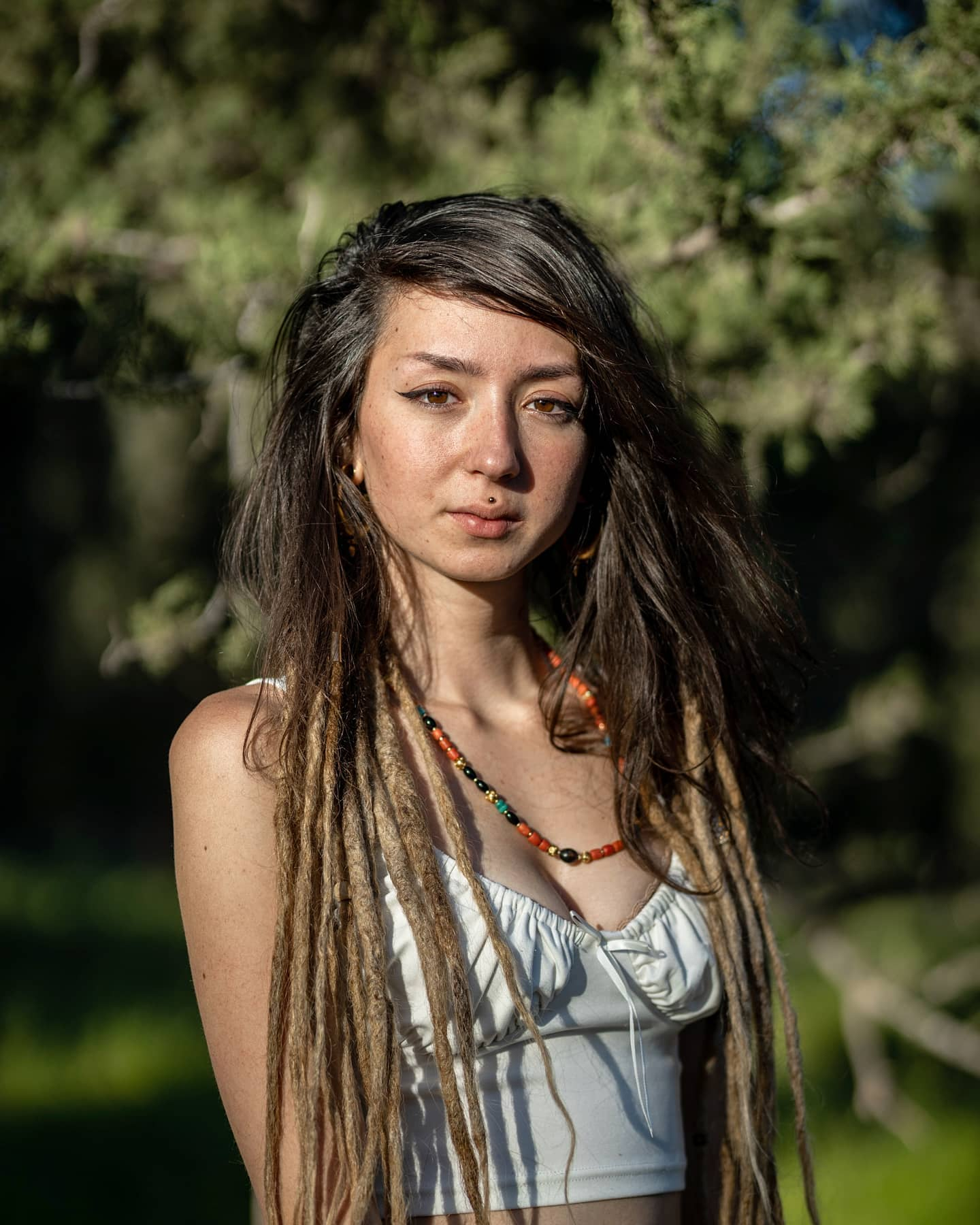
Shani Louk 2021

Innerhalb verschiedener Subkulturen, meist von Musikrichtungen oder Politik beeinflusst, können Dreadlocks ein Ausdruck kreativer Selbstentfaltung oder Abgrenzung darstellen. Sie sind für die Träger ein Symbol von Individualität und eine Form der Rebellion gegen traditionelle Konventionen und Einschränkungen.
Dreadlocks als Stilmittel zur Sympathiebekundung oder Exzentrik sind in der Popkultur weitgehend akzeptiert und haben sich als Frisur durchgesetzt. Auch unter Schauspielern, Musikern und Sportlern ist die Filzfrisur vertreten.
Die Verbreitung der Tanzmusik Ska durch jamaikanische Einwanderer in England in den 1960er Jahren, vor allem aber der Erfolg des aus dem Ska hervorgegangenen Reggae während der 1970er Jahre, brachte der Frisur internationale Aufmerksamkeit.
Zahlreiche Musiker dieser eng verwandten Genres, unter anderem die jamaikanische Skagruppe The Skatalites sowie die jamaikanischen Reggaesänger Bob Marley und Peter Tosh, machten die Frisur damals weltweit bekannt.
Parallel zur startenden Reggaebewegung wurden Dreadlocks in den 1970er Jahren populär, als die in Goa ansässigen Hippies begannen, Haartracht, Schmuck und auch Einstellungen der indischen Sadhus zu übernehmen und zu einer neuen Subkultur umzuformen. Daher sind Dreadlocks auch in der heutigen Psytranceszene sehr verbreitet. Ebenso in der Alternativbewegung, die als Oberbegriff für links-alternative Lebensweisen fungiert. So sind Dreads auch in den Bewegungen der Antiglobalisierungs- und Umweltaktivisten vertreten. In den 1990er Jahren war zum Beispiel der britische Umweltaktivist Daniel Hooper alias Swampy ein bekannter Träger.
In jüngerer Zeit sind Dreadlocks auch in der Punk- (vor allem im Crust-Punk) und Metal-Szene (insbesondere im Nu Metal) beliebt geworden. Bekannte Bands, die dazu beitrugen, sind etwa Korn, P.O.D., Coal Chamber, In Flames und Ill Nino.

## Kontroverse um Dreadlocks als kulturelle Aneignung
Spätestens seit der Veröffentlichung des Buchs Everything But the Burden des US-amerikanischen Kulturtheoretikers Greg Tate im Jahr 2003 wurde kontrovers darüber diskutiert, ob es eine kritikwürdige kulturelle Aneignung ist, wenn weiße Menschen Dreadlocks tragen: Weiße würden die Frisur und andere kulturelle Merkmale von anderen Kulturen übernehmen, ohne die damit verbundenen Kulturen zu kennen oder sie zu unterstützen. Von Angehörigen nichtweißer Kulturen würde dies mitunter als respektlos empfunden. Greg Tate merkt zudem an, dass trotz der Verbreitung von Dreadlocks in westlichen Kulturen People of Color weiterhin für dasselbe Auftreten diskriminiert werden.
Gegner dieser Argumente betonen, dass es historisch unstrittig sei, dass Dreadlocks in verschiedenen und auch hellhäutigen Kulturen entstanden. Damit geht dem Vorwurf der Aneignung von Dreadlocks durch Weiße die Aneignung von Dreadlocks durch Aktivisten der BIPoC und ein Anspruch auf symbolische Privilegierung voraus. Im Übrigen seien Verbote symbolischer Aneignungen oder Verwendungen Merkmale illiberaler Systeme und kultureller Austausch sowie symbolische Übernahme ein Prinzip universeller kultureller Entwicklung.
In einem Kommentar in der Neuen Zürcher Zeitung bezeichnete der Basler Professor für Religionsgeschichte Alfred Bodenheimer die Haltung derjenigen, die Weißen das Tragen von Dreadlocks verbieten wollen, als „völkisch“. Der Kommentar bezog sich auf den Abbruch eines Konzerts der Reggae-Band Lauwarm im linksalternativen Kulturzentrum Brasserie Lorraine am 18. Juli 2022 in Bern, der international für Aufsehen gesorgt hatte. Konzertbesucher hatten sich darüber beschwert, dass „fünf weisse Männer mit Rastafrisuren und in afrikanischen Kleidern Reggae-Musik gespielt hatten.“ Im Nachhall des Ereignisses war der Bassist der Band im Umfeld des Stadtberner Kulturzentrums Reitschule mehrfach Angriffen ausgesetzt. Die Brasserie Lorraine wurde am 29. Juli 2022 von der Jungen SVP wegen Rassendiskriminierung angezeigt. Die Band hingegen fühlt sich nicht diskriminiert und distanzierte sich von der Anzeige. Im Oktober 2023 erging von der Berner Staatsanwaltschaft ein Strafbefehl gegen die Brasserie wegen Rassendiskriminierung, gegen den die Betreiber des Kulturlokals jedoch Einsprache erhoben.
Für einen geplanten Auftritt auf einer Veranstaltung am 25. März 2022 in Hannover erhielt die Sängerin und Songschreiberin Ronja Maltzahn von einer Ortsgruppe von Fridays for Future eine kurzfristige Absage, weil es wegen eines antikolonialistischen und antirassistischen Narrativs nicht vertretbar sei, wenn eine weiße Person Dreadlocks auf der Bühne trage. Dies sei eine kulturelle Aneignung eines Symbols der schwarzen Bürgerrechtsbewegung. Ihr Auftritt sei nur möglich, wenn sie sich zuvor die Haare abschneiden ließe. Der Vorgang löste eine breite Presseberichterstattung und kritische Kommentare zu der Ausladung und eine intensive Diskussion über kulturelle Aneignung aus.

## Herstellung

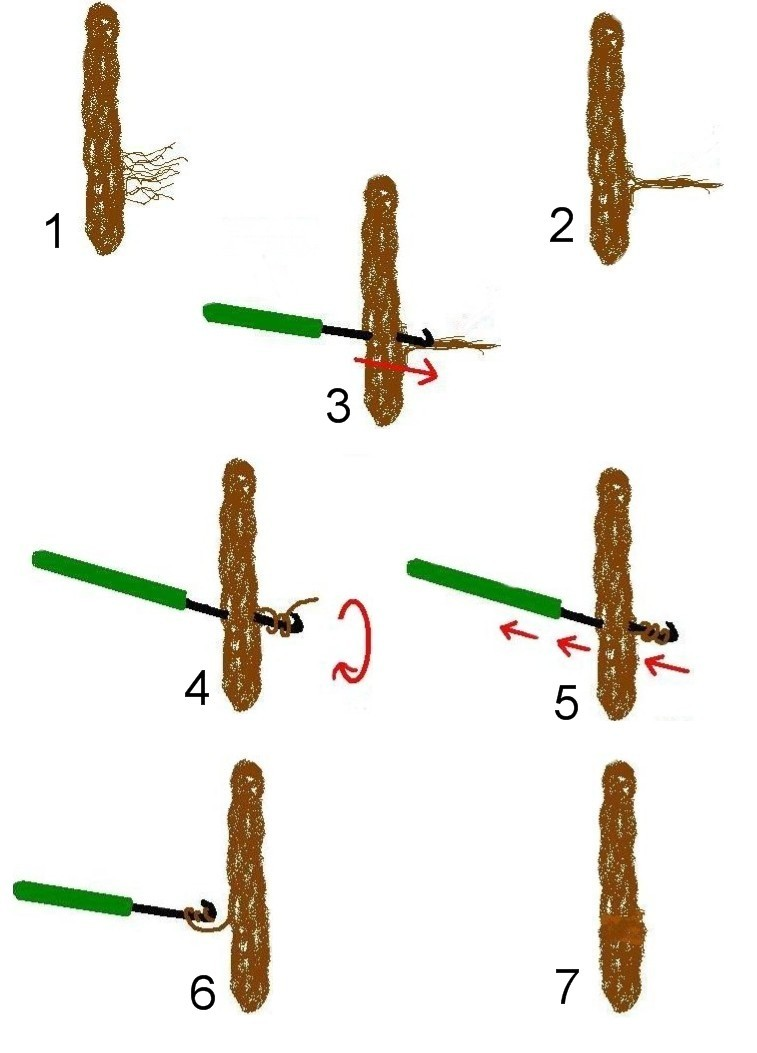
Schematische Darstellung des Häkelns

Traditionell entstehen Dreadlocks selbständig durch langsame Verfilzung, wenn das Haar nicht geschnitten oder gekämmt wird. Menschliches Haar mit einer starken Natur-Krause verfilzt sehr schnell, bei glattem Haar dauert der Vorgang wesentlich länger, weshalb der Verfilzungsprozess oft aus Zeitgründen künstlich beschleunigt wird.
Als künstliches Verfahren ist vor allem das mechanische Verfilzen beliebt, bei dem die Haare durch vielfach wiederholtes Kämmen gegen die Haarwuchsrichtung aufgeraut beziehungsweise toupiert werden (Backcombing-Methode).
Weiterhin findet die Reibung Anwendung. Hier gibt es zwei Möglichkeiten: Die Strähnchen-Methode eignet sich für längere Haare. Dabei werden die Haare zwischen zwei Fingern gerieben, bis kleine Knoten entstehen. Die Rubbel-Methode findet bei kurzen Haaren Anwendung, wobei sie hierbei über mehrere Monate hin auf der Kopfhaut gerieben werden, bis ein Filzhaufen entsteht, bei dem sich auch recht bald die Dreads von selbst einstellen. Auch müssen Dreadlocks stets nachgefilzt werden, um ein glattes Nachwachsen zu vermeiden. Um den Vorgang zu unterstützen, empfiehlt es sich, sie mit Meersalzshampoo zu waschen, da dieses das Haar tendenziell austrocknet. Silikonhaltige Shampoos sollten hingegen unbedingt vermieden werden, da diese das Haar eher glätten. Auch Kernseife führt durch ihre Basizität zu einer unnötigen Reizung der Kopfhaut, weiterhin verbleiben unverseifte Fettreste im Haar und können nach kurzer Zeit übel riechen.
Es besteht immer noch der Irrglaube, dass Dreadlocks mit speziellem Haarwachs behandelt werden, was allerdings vollkommen kontraproduktiv ist, da das Wachs den Filzprozess aufhält und die Dreadlocks fettig macht. Eine Technik ist das Einhäkeln kleinerer Strähnen in bereits bestehende Dreadlocks.
Es gibt auch die Möglichkeit, die Haare zu Zöpfen zu flechten und wachsen zu lassen. Die Haare wachsen dann auf der Kopfhaut als Dreadlocks nach.
Dreadlocks lassen sich ganz normal waschen, aber sind nur sehr schwer zu entwirren oder zu entfilzen. Zuverlässig wirksam ist nur die Schur des Haupthaars.

## Weltrekord
Die US-Amerikanerin Asha Mandela hält den Titel Längste Dreadlocks der Welt im Guinness-Buch der Rekorde. Ihre Dreadlocks waren zum Zeitpunkt des Rekords 8 Fuß und 9 Zoll (etwa 2,67 Meter) lang. Die 46-jährige Frau hat ihr Haar in den letzten zwanzig Jahren wachsen gelassen. Zum Waschen ihrer Haare verwendet sie jeweils eine volle Flasche Shampoo und eine Flasche Conditioner.